# Heyrieux
Heyrieux är en kommun i departementet Isère i regionen Auvergne-Rhône-Alpes i sydöstra Frankrike. Kommunen ligger i kantonen Heyrieux som tillhör arrondissementet Vienne. År 2022 hade Heyrieux 4 824 invånare.

## Befolkningsutveckling
Antalet invånare i kommunen Heyrieux
Referens:INSEE